# خافيير بينيتيز
خافيير بينيتيز (بالإسبانية: Javier Benítez) هو منافس ألعاب قوى أرجنتيني، ولد في 30 يونيو 1976.

## وصلات خارجية
- خافيير بينيتيز على موقع الاتحاد الدولي لألعاب القوى (الإنجليزية)